# 卢维勒
卢维勒（法語：Louvil，法語發音：[luvil]）是法国上法蘭西大區北部省的一个市镇，属于里尔区。

## 地理
卢维勒（50°33'32"N, 3°11'39"E）面积2.5 平方千米，位于法国上法蘭西大區北部省，该省份为法国最北部的省份及最长的省份，西北濒北海，西接加来海峡省，南至埃纳省和索姆省，东与比利时接壤。
与卢维勒接壤的市镇（或旧市镇、城区）包括：锡苏万、佩韦勒地区唐普勒沃、梅朗图瓦地区佩罗讷。
卢维勒的时区为UTC+01:00、UTC+02:00（夏令时）。

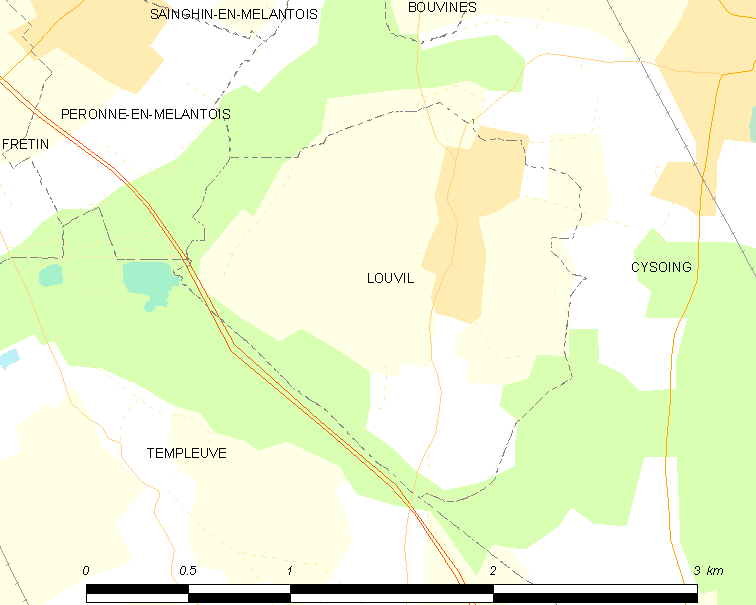
卢维勒的OSM定位图

## 行政
卢维勒的邮政编码为59830，INSEE市镇编码为59364。

## 政治
卢维勒所属的省级选区为佩韦勒地区唐普勒沃县。

## 人口

1962-2008年间卢维勒人口变化图示

卢维勒于2022年1月1日时的人口数量为902人。